# Sikkarayapuram
Sikkarayapuram é uma vila no distrito de Kancheepuram, no estado indiano de Tamil Nadu.

## Demografia
Segundo o censo de 2001,  Sikkarayapuram  tinha uma população de 5807 habitantes. Os indivíduos do sexo masculino constituem 53% da população e os do sexo feminino 47%. Sikkarayapuram tem uma taxa de literacia de 55%, inferior à média nacional de 59.5%: a literacia no sexo masculino é de 62% e no sexo feminino é de 48%. Em Sikkarayapuram, 15% da população está abaixo dos 6 anos de idade.